# Dominique Rolin
Dominique Rolin (22 de mayo de 1913 - 15 de mayo de 2012) fue una novelista belga. Dominique Rolin era nieta de Léon Cladel. Su carrera fue lanzada por Jean Cocteau y Jean Paulhan durante la Segunda Guerra Mundial. Durante sesenta años, Rolin se convirtió en una de las voces feministas más representativas de la literatura francesa, mezclando a la perfección autobiografía y ficción, y centrada en dos hombres, su primer marido, un escultor, y el escritor y teórico de vanguardia Philippe Sollers con quien, a pesar de una diferencia de edad, tuvo una relación secreta de medio siglo. Fue ganadora del Premio Femina y miembro de la Real Academia Belga.

## Obras
- Repas de famille (1932), novela
- Les Pieds d’argile (1935), novela
- La Peur (1936), novela
- Marais (1942),
- Anne la bien-aimée (1944),
- Le Souffle (1952), Prix Femina
- Les Quatre coins (1954)
- Artémis (1958)
- Le Lit (1960)
- Maintenant (1967)
- Le Corps (1969)
- Les Éclairs (1971)
- Lettre au vieil homme (1973)
- L’Enragé (1978)
- L’Infini chez soi (1980)
- L’Enfant-roi (1986)
- Trente ans d’amour fou (1988)
- Vingt chambres d’hôtel (1990)
- L’Accoudoir (1996)
- La Rénovation (1998)
- Journal amoureux (2000), novela
- Le Futur immédiat (2001), novela
- Plaisirs (2001),
- Lettre à Lise (2003)

## Premios
- Premio Femina, (1952), por Le Souffle.
- Premio Franz Hellens, (1978), por L'Enragé.
- Premio Kléber Haedens, (1980), por L’Infini chez soi.
- Premio Roland Jouvenel de la Académie française, (1990), por Vingt chambres d’hôtel.
- Premio Thyde Monnier, (1991), por toda su obra.
- Grand prix national des Lettres, (2001), por toda su obra.